# Таккинен, Ялмари
Таккинен, Ялмари (фин. Jalmari Takkinen; 8 сентября 1899 года, Рантасалми, Великое княжество Финляндское, Российская империя — 11 марта 1968 года, Рованиеми, Финляндия), также известный по прозвищу Ильмаринен — карело-финский военачальник, участник и один из руководителей Карельского восстания (1921—1922), один из лидеров карельских «лесных партизан».

## Биография

### Ранняя жизнь
Родился 8 сентября 1899 в Рантасалми. В 1919 году проходил службу в селе Реболы, продолжая там находится даже после передачи села Советскому Союзу по Тартускому мирному договору до 1921 года. Он был последним финским гражданином, который покинул Реболы.

### Карельское восстание (1921—1922)
В октябре 1921 года на собрании в Койвуниеми (ныне Берёзово) Таккинен был избран лидером Карельской лесной партизанской организации, наряду с Укки Вяйнямёйненом (Василием Левоненом). Смог поднять восстание в Восточной Карелии, но из-за сильного желания и стремления стать главнокомандующим лесных партизан (тогда он руководил одним полком) был обвинён в трусости. После подавления восстания вместе с другими финскими офицерами бежал в Финляндию.

### Советско-финляндская война (1939—1940)
Во времена Зимней войны командовал 40-го пехотным полком Финляндии. Участвовал в битве при Выборгском заливе. Сведений о жизни после 1940 года нет.